# Brunswick Valley Heritage Park
Brunswick Valley Heritage Park är en park i Australien. Den ligger i delstaten New South Wales, i den sydöstra delen av landet, omkring 630 kilometer norr om delstatshuvudstaden Sydney.
Närmaste större samhälle är Byron Bay, omkring 17 kilometer sydost om Brunswick Valley Heritage Park. 
I omgivningarna runt Brunswick Valley Heritage Park växer i huvudsak städsegrön lövskog. Genomsnittlig årsnederbörd är 1 858 millimeter. Den regnigaste månaden är januari, med i genomsnitt 298 mm nederbörd, och den torraste är oktober, med 40 mm nederbörd.